# Darvazeye royaha
Darvazeye royaha (englischer Festivaltitel Dream’s Gate) ist ein iranisch-norwegisch-französischer Film in dokumentarischer Form unter der Regie von Negin Ahmadi aus dem Jahr 2023. Der Film feiert am 21. Februar 2023 auf der Berlinale seine Weltpremiere in der Sektion Generation.

## Handlung
Darvazeye royaha ist eine filmische Reflexion über junge kurdische Frauen, die ihre Welt und deren Werte mit der Waffe verteidigen. Sie kämpfen im nordsyrischen Kriegsgebiet bei Kobanê für Autonomie und gegen den islamischen Staat. Der Preis von Gleichheit und Freiheit ist hoch.
Im Zentrum steht eine junge Frau auf der Suche nach einem Teil ihrer Identität. Die Darstellung der inneren Kämpfe macht aus dem Film eine Art Tagebuch der Regisseurin in der ersten Person. Er beruht auf Ahmadis Erfahrungen als Frau im Iran und stellt ein Gegengewicht zu den großen Kriegserzählungen mit männlichen Helden dar.

## Produktion

### Filmstab
Regie führte Negin Ahmadi, von der auch das Drehbuch stammt. Darvazeye royaha ist ihr erster Film.

### Dreharbeiten und Veröffentlichung
Die Arbeiten am Film dauerten über sechs Jahre. Er feiert am 21. Februar 2023 auf der Berlinale seine Weltpremiere in der Sektion Generation.

## Auszeichnungen und Nominierungen
- 2023: Internationale Filmfestspiele Berlin